# Arminda (Joan Ramis)
Arminda és una obra de teatre del neoclassicisme català, de caràcter tràgic, ambientada a la Catalunya medieval, i escrita l'any 1771 per l'autor menorquí Joan Ramis i Ramis.
En la forma l'obra és plenament neoclàssica, però en el contingut és la més apartada del tema neoclàssic. Es planteja un conflicte amorós: Ramon estima Arminda i el comte Berenguer vol que es casi amb Rosaura, infanta de Castella. Legalment, es justifica l'oposició de Berenguer al matrimoni: la diferència de classe l'impedeix. Ramon s'hi rebel·la i és condemnat a mort.
La situació no té sortida i aleshores es produirà el fet miraculós que permetrà resoldre la història: un tema tradicional, folklòric, el reconeixement d'un fill perdut per mitjà d'unes joies i unes robes, permet la solució i Arminda, finalment, acceptarà l'amor de Ramon, ja que s'hi acompliran les condicions.